# کولتش
کولتش (به چکی: Koleč) یک منطقهٔ مسکونی در جمهوری چک است که در شهرستان کلادنو واقع شده‌است. کولتش ۵۸۸ نفر جمعیت دارد.